# Echinodorus macrophyllus
Espèce
Echinodorus macrophyllus, ou Echinodorus à grandes feuilles, est une espèce de plantes à fleurs de la famille des Alismataceae. Un synonyme est Echinodorus scaber.

## Origine
Cette espèce est présente du Venezuela à l'Argentine et également au Nicaragua.

## Description
C'est une plante aquatique. Ses feuilles peuvent atteindre 40 cm.

## Maintenance
La culture est identique à Echinodorus cordifolius. On distingue deux variétés : Echinodorus macrophyllus ssp. macrophyllus et Echinodorus macrophyllus ssp. proliferatus.